# Поноворођени змај
Поноворођени змај (енгл. The Dragon Reborn) је трећи роман из серије књига „Точак времена“ америчког писца Роберта Џордана. Овај роман епске фантастике је 15. октобра 1991. објавила издавачка кућа „Тор букс“ (енгл. Tor Books).